# Alcaptonurie
 Mise en garde médicale
Décrite par Sir Archibald Garrod au début du XXe siècle, l'alcaptonurie est une maladie provoquée par un déficit en homogentysate dioxygénase, une enzyme impliquée dans le métabolisme de la tyrosine. Ce déficit aboutit à une accumulation d'acide homogentisique responsable des trois manifestations caractéristiques de la maladie : coloration foncée des urines laissées à la température ambiante (appelée également : maladie de l'urine noire), pigmentation inhabituelle de la peau (de gris brun à noir) — l'ochronose — et arthrite de la colonne vertébrale et des grosses articulations par dépôt d’acide homogentisique. Les autres manifestations de la maladie comprennent des calcifications de la valve mitrale, des calculs rénaux et prostatiques.

## Description
Cette maladie ne diminue pas l’Espérance de vie et ne provoque ni Retard mental ni retard de développement.
Les manifestations cliniques sont parfois très discrètes et varient dans une même famille.
La coloration des urines n’apparaît qu’au bout de plusieurs heures et parfois peut même manquer.
La coloration de la peau n’apparaît pas avant 30 ans.
Les problèmes articulaires sont les plus graves : douleurs lombaires basses plus importantes chez les hommes que chez les femmes. Ces douleurs sont au début lombaires  puis cervicales. Les articulations de la hanche, des genoux et des épaules sont fréquemment atteintes, nécessitant le remplacement prothétique dans la moitié des cas.

## Diagnostic

### Biologique
Le dosage urinaire de l'acide homogentisique fait le diagnostic en montrant une excrétion urinaire de plusieurs grammes par 24 heures (entre 1 et 8 grammes) alors que celle-ci est normalement de quelques milligrammes.

### Génétique
La recherche de la mutation n’est pas nécessaire au diagnostic. Cette recherche n'est effectuée que pour la recherche médicale.